# Чаплинка (Черкасская область)
Чапли́нка (укр. Чаплинка) — село в Лысянском районе Черкасской области Украины.
Население по переписи 2001 года составляло 672 человека. Занимает площадь 224 га км². Почтовый индекс — 19310. Телефонный код — 4749.

## Местный совет
19310, Черкасская обл., Лысянский р-н, с. Чаплинка